# Льюис, Адриан
Адриан Льюис (англ. Adrian Lewis, род. 21 января 1985 года в Сток-он-Трент), также известен как Jackpot — английский профессиональный дартсмен. Является двукратным чемпионом мира.

## Карьера

### Ранняя карьера
Льюис показал свой потенциал в возрасте 18 лет на турнире British Teenage Open 2003. С 2003 года он играет в турнирах, организованных профессиональной корпорацией дартса.
Первым значимым турниром был UK Open 2004, где Адриан проиграл Деннису Харбору в 1/32 финала. Следующим турниром был Las Vegas Desert Classic 2004, где он в первом раунде проиграл Филу Тейлору 0-2. На World Grand Prix 2004 он проиграл в первом раунде валлийскому дартсмену Ричи Барнетту.
Адриан не квалифицировался на чемпионат мира PDC 2005, но на турнире UK Open 2005 выиграл у Колина Монка 11-0, после чего проиграл Крису Мейсону в 1/8. В дебютном World Matchplay 2005 Льюис добрался до полуфиналов, где проиграл Колину Ллойду.

### Прорыв в элиту мирового дартса
В течение 2005 года Адриан Льюис показывал многообещающие результаты, включая и полуфинал World Matchplay 2005. 6 ноября 2005 года он взял реванш у Коллина Ллойда, выиграв его 2-0, на PDC World Tour в Шотландии.
В 2006 году Льюис квалифицировался на чемпионат мира и сразу же дошёл до четвертьфиналов, обыграв Денниса Пристли, Дейва Хани и Роланда Шолтена.

#### 2007—2010
В период 2007—2010 Льюис показывал нестабильную форму. В 2007 году он проиграл в 1/8 Энди Дженкинсу. А на Мировой лиге 2007 финишировал седьмым, выиграл только 5 матчей из 14. На чемпионате мира 2008 Льюис проиграл Кевину Пейнтеру в четвертьфинале 2-5.
На чемпионате мира 2009 Льюис проиграл во втором раунде 3-4 Полу Николсону. PDC Pro Tour 2009 он выиграл, победив в финале Карлоса Родригеса 6-4, который сыграл лег в 9 дротиков. Он посвятил свою победу своей одномесячной дочери. На турнирах Las Vegas Desert Classic, World Matchplay и World Grand Prix 2009 Льюис дошёл до четвертьфиналов. В 2010 году он так же дошёл до четвертьфиналов на чемпионате мира, Players Championships и UK Open. На Гран-при 2010 он победил Фила Тейлора в полуфинале, но финал проиграл Джеймсу Уэйду.

#### Сезон 2011
Льюис подошёл к чемпионату мира в отличной форме, обыграв Тони Экклса (который набрал максимальный чекаут в игре с Льюисом — 170 очков), Марка Дадбрижда, Роберта Торнтона, Винсента ван дер Вурта и Марка Уэбстера. В финале он встретился с шотландцем Гэри Андерсоном, и в первом же сете сыграл лег в 9 дротиков. По ходу финала никто не старался отпускать соперника, но в итоге Льюис вырвался вперёд и завоевал свой первый титул, обыграв Гэри 7-5.
Затем Льюис в первом же раунде на турнире Players Championship Finals 2011 проиграл Стиву Битону. На UK Open Льюис проиграл Терри Дженкинсу и вылетел из третьего раунда. На World Grand Prix 2011 он в первом раунде проиграл двукратному чемпиону мира, канадцу Джону Пату 2-0.

#### Сезон 2012
Адриан Льюис подошёл к чемпионату мира в ранге действующего чемпиона. В первом раунде он обыграл Хейдона 3-2, далее Торнтона 4-1, и всухую Джонса 4-0. В четвертьфинале Льюис обыграл Терри Дженкинса 5-2 и вышел на Уэйда. Во время игры с Джеймсом на Александра-палас поднялся ветер. Льюис заявил, что играть не может в таких условиях и матч перенесли. В то время он проигрывал 0-2 Уэйду. После часа перерыва ветер утих, и игра продолжилась. Уэйд выиграл ещё один сет, потом Льюис один отыграл, и в ответ проиграл ещё 2. Счёт был 5-1. Казалось, что его ничего не сможет спасти, и Уэйд уже в финале. Но Джеймс играл крайне неудачно, а Льюис, напротив. В седьмом сете Уэйд спокойно мог брать последний лег и выигрывать 5-1, однако он 6 раз промахнулся в удвоение и Льюис отыгрался до 5-2. Далее Льюис вчистую выиграл 2 сета и сделал счёт 5-4. Десятый сет так же взял Льюис и сравнял счёт 5-5. Это один из величайших камбеков в дартсе. Решающий лег Льюис взял 3-1, и вышел в финал чемпионата мира. Он смог спасти игру, выиграв пять сетов подряд. В финале он встретился с англичанином Энди Хэмильтоном. Первые два сета уверенно взял Льюис, потом Хэмильтон отыгрался. Но после этого Льюис не давал сопернику не единого шанса и обыграл его 7-3. Таким образом Льюис защитил свой титул и завоевал второе чемпионское звание. В феврале Льюис вместе с Филом Тейлором выигрывают PDC World Cup, представляя команду Англии. В финале одержали победу над австралийцами Саймоном Уитлоком и Полом Николсоном.

#### Сезон 2013
На чемпионате мира Льюис подошёл к четвертьфинальному поединку, имея 15 побед подряд на этом турнире до этого. Он имел шансы выиграть матч с ван Гервеном, однако не смог поразить дважды сектор удвоения 20, после чего голландский дартсмен перехватил «чужой» лег в решающем сете и довёл матч до победного конца.
В 2013 году Льюис смог выиграть лишь чемпионат Европы, а также достиг финалов в турнире Masters и World Matchplay.

#### Сезон 2014
На чемпионате мира Льюис снова встретился с ван Гервеном, но на этот раз на стадии полуфиналов. После неудачного первого лега игра совсем не удалась, и Адриан проиграл с сухим счётом 0-6. В этом сезоне Адриану также удалось выиграть UK Open. В финале он победил Дженкинса с разгромным счётом 11-1 по легам и со средним набором 109,13.

#### Сезон 2015
В поединке третьего раунда с ван Барневельдом, Льюис сделал лег в 9 дротиков, однако затем проиграл матч голландцу. Впервые за долгое время Адриан Льюис не смог выиграть ни одного турнира в сезоне.

#### Сезон 2016
В 2016 году Адриан Льюис дошёл до финала чемпионата мира, где встретился с Гэри Андерсоном. Сначала дартсмены шли на равных, но затем Андерсон вышел вперёд и победу не упустил. Таким образом, шотландец взял реванш за поражение пятилетней давности. Льюис в этом сезоне дошёл до полуфиналов World Matchplay и Премьер-лиги Дартс, но ни одного титула выиграть не смог. Зато 14 апреля в матче с Уэйдом в Премьер-лиге Адриан Льюис сделал свой четвёртый лег в девять дротиков.

#### Сезон 2017
Как и два года назад, Льюис вновь не сумел победить ван Барневельда и уступил ему в третьем раунде с тем же счётом 3-4. На Премьер-лиге 13 апреля, за сутки до «годовщины» своего прошлогоднего успеха, Адриан вновь сыграл лег в девять дротиков (пятый раз в карьере). Причём, его соперником был вновь ван Барневельд.

#### Сезон 2018
Начало сезона оказалось крайне неудачным — уже в первом раунде чемпионата мира Адриан проиграл немцу Кевину Мюнху и прекратил борьбу за титул.

## Результаты на чемпионатах мира
- 2006: Четвертьфинал (проиграл Питеру Манли 3-5)
- 2007: Третий раунд (проиграл Энди Дженкинсу 3-4)
- 2008: Четвертьфинал (проиграл Кевину Пейнтеру 2-5)
- 2009: Второй раунд (проиграл Полу Николсону 3-4)
- 2010: Четвертьфинал (проиграл Филу Тейлору 0-5)
- 2011: Чемпион (победил Гэри Андерсона 7-5)
- 2012: Чемпион (победил Энди Хэмильтона 7-3)
- 2013: Четвертьфинал (проиграл Майклу ван Гервену 4-5)
- 2014: Полуфинал (проиграл Майклу ван Гервену 0-6)
- 2015: Третий раунд (проиграл Раймонду Ван Барневельду 3-4)
- 2016: Финалист (проиграл Гэри Андерсону 5-7)
- 2017: Третий раунд (проиграл Раймонду Ван Барневельду 3-4)
- 2018: Первый раунд (проиграл Кевину Мюнху 1-3)
- 2019: 1/8 финала (проиграл Майклу ван Гервену 1-4)
- 2020: 1/8 финала (проиграл Димитри Ван Ден Бергу 3-4)
- 2021: Второй раунд (проиграл Дэнни Бэггишу 1-3)
- 2022: Второй раунд (проиграл Гэри Андерсону 1-3)
- 2023: Второй раунд (проиграл Дэймону Хета 0-3)

## Позиция в рейтинге и заработанный капитал
В PDC Order of Merit Льюис занимает пятое место на момент августа 2017 года. За двенадцать лет выступлений английский дартсмен заработал больше £2 500 000.

## Личная жизнь
Первая дочь — Майла Ниам (англ. Myla Niamh) родилась в августе 2009. В 2011 году, через некоторое время после победы в финале чемпионата мира, он расстался со своей девушкой Кэти-Адель Хьюз (англ. Katie-Adele Hughes). 6 августа 2012 года Льюис женился на Саре Подмор (англ. Sarah Podmore), у которой от прошлого брака осталось трое детей, а в декабре 2012 года у них родился сын Мэттью (англ. Matthew). Затем дартсмен стал отцом ещё двоих детей, родившихся в июне 2015 и августе 2017 года.
Адриан Льюис является болельщиком клуба Сток Сити.